# Segona batalla de Yaoundé
La Segona batalla de Yaoundé va ser l'assalt britànic i francès amb èxit de Yaoundé, la capital de la colònia alemanya de Kamerun, durant la campanya de Kamerun de la Primera Guerra Mundial.
Després del fracàs de la Primera batalla de Yaoundé de l'estiu de 1915, el gruix de les forces aliades s'havien retirat al riu Kele. Després de la Segona Conferència de Douala, on comandants aliats van discutir la situació, es va decidir que s'havia d'intentar un altre assalt. Tot i que les columnes que envoltaven Yaoundé no tenien una comunicació eficaç entre si, l'1 de gener de 1916, les forces britàniques, sota el comandament del coronel Georges, van ocupar la capital.
En aquell moment, les tropes alemanyes havien abandonat la ciutat i havien fugit a la neutral colònia espanyola de Río Muni.
Aquesta victòria dels aliats va marcar el final de la resistència alemanya al Kamerun, a part del setge de Mora que continuaria durant alguns mesos més.